# 대한민국 고교 축구 주말리그
대한민국 고교 축구 주말리그는 대한민국 유소년 선수들 중 고등 선수들이 참가하는 축구 리그이다.

## 같이 보기
- K리그 주니어
- K리그 유스 챔피언십

## 참고 자료
- 고교축구 주말리그제 6개월 ‘감독들의 현장'